# 平壤意大利菜館
平壤意大利菜館，是位於朝鮮平壤直轄市萬景台區域光復大街，著名美食街裡的意大利餐館，2008年12月開始營業，它有大廚金元哲（ Kim Wŏnch'ŏl）及崔珍玉（ Ch'oe Chinok，1984年—）等10位廚師。馳名菜肴包括：比薩餅、意大利粉等意式麵食、鴨胸肉沙拉醬、牛脊肉炒醬、燒烤咖哩雞胸肉等。

## 公共交通
- 平壤地鐵革新線光復站